# Masaru Satō
Pour les articles homonymes, voir Masaru et Satō.
Masaru Satō (佐藤勝, Satō Masaru) est un compositeur japonais de musiques de films, né le 29 mai 1928 à Rumoi (Hokkaidō), mort le 5 décembre 1999 à Tokyo.

## Biographie
Élevé à Sapporo, au Japon, dernier de six frères aimant tous la musique, Masaru Satō décida très jeune de devenir compositeur. Il étudia à l'Académie nationale de musique et devint l'élève de Fumio Hayasaka, le compositeur attitré des nouveaux films d'Akira Kurosawa. Hayasaka l'emmena avec lui aux Studios Toho, et il travailla avec lui à l'orchestration des Sept Samouraïs (1954). Quand Hayasaka mourut subitement en 1955, la Toho lui demanda d'achever ses deux dernières musiques : Vivre dans la peur de Kurosawa et le Héros sacrilège de Kenji Mizoguchi. Sa première musique complète fut pour le Retour de Godzilla en 1955. Il continua dans cette veine en composant pour plusieurs autres films de la série Godzilla par Jun Fukuda ou des films populaires d'Ishirō Honda. Il resta aussi le compositeur d'Akira Kurosawa jusqu'à Barberousse en 1965. Sa dernière composition, justement, fut pour Après la pluie, le film réalisé en 1999 à partir du dernier scénario de Kurosawa.
En quarante-quatre ans de carrière, se consacrant presque uniquement au cinéma, il composa pour plus de trois cents films. Son style différait de celui de son maître Hayasaka, et surtout de celui d'Akira Ifukube (le principal compositeur des Godzilla), tourné vers l'orchestre et très influencé par l'Occident. Le style de Satō restait très ancré dans la musique japonaise traditionnelle, influencé parfois par le jazz.

## Filmographie partielle
- 1955 : Le Retour de Godzilla (ゴジラの逆襲, Gojira no gyakushū?) de Motoyoshi Oda
- 1955 : Beast Man Snow Man (獣人雪男, Jū jin yuki otoko?) d'Ishirō Honda
- 1955 : Le Héros sacrilège (新・平家物語, Shin heike monogatari?) de Kenji Mizoguchi
- 1955 : Vivre dans la peur (Chronique d'un être vivant) (生きものの記録, Ikimono no kiroku?) d'Akira Kurosawa
- 1956 : Vampire Moth (吸血蛾, Kyuketsuki-ga?) de Nobuo Nakagawa
- 1957 : Le Château de l'araignée (蜘蛛巣城, Kumonosu jo?) d'Akira Kurosawa
- 1957 : Les Bas-Fonds (どん底, Donzoko?) d'Akira Kurosawa
- 1958 : L'Homme H (美女と液体人間, Bijo to ekitainingen?) d'Ishirō Honda
- 1958 : La Forteresse cachée (隠し砦の三悪人, Kakushi toride no san-akunin?) d'Akira Kurosawa
- 1958 : Couteau rouillé (錆びたナイフ, Sabita naifu?) de Toshio Masuda
- 1960 : Les salauds dorment en paix (悪い奴ほどよく眠る, Warui yatsu hodo yoku nemuru?) d'Akira Kurosawa
- 1961 : Le Garde du corps (用心棒, Yojimbo?) d'Akira Kurosawa
- 1962 : Sanjuro (椿三十郎, Tsubaki Sanjūrō?) d'Akira Kurosawa
- 1962 : Rats d'égout en uniforme (どぶ鼠作戦, Dobunezumi sakusen?) de Kihachi Okamoto
- 1963 : Entre le ciel et l'enfer (天国と地獄, Tengoku to jigoku?) d'Akira Kurosawa
- 1963 : Legs des 500 000 (五十万人の遺産, Gojūman-nin no isan?) de Toshirō Mifune
- 1965 : Samouraï (侍, Samurai?) de Kihachi Okamoto
- 1965 : Barberousse (赤ひげ, Akahige?) d'Akira Kurosawa
- 1966 : Le Sang du damné (五匹の紳士, Gohiki no shinshi?) de Hideo Gosha
- 1966 : Le Sabre du mal (大菩薩峠, Dai-bosatsu tōge?) de Kihachi Okamoto
- 1966 : Godzilla, Ebirah et Mothra : Duel dans les mers du sud (ゴジラ・エビラ・モスラ 南海の大決闘, Gojira, Ebira, Mosura nankai no daikettō?) de Jun Fukuda
- 1966 : Le Lac des larmes (湖の琴, Mizuumi no koto?) de Tomotaka Tasaka
- 1966 : Délit de fuite (ひき逃げ, Hikinige?) de Mikio Naruse
- 1967 : Le Jour le plus long du Japon (日本のいちばん長い日, Nippon no ichiban nagai hi?) de Kihachi Okamoto
- 1967 : Le Fils de Godzilla (怪獣島の決戦 ゴジラの息子, Kaijū-tō no Kessen: Gojira no Musuko?) de Jun Fukuda
- 1969 : Furin kazan (風林火山?) de Hiroshi Inagaki
- 1969 : La Saga de Magoichi (尻啖え孫市, Shirikurae Magoichi?) de Kenji Misumi
- 1969 : Shinsen gumi (新選組?) de Tadashi Sawashima
- 1971 : Les Loups (出所祝い, Shussho iwai?) de Hideo Gosha
- 1973 : Un homme en extase (恍惚の人, Kōkotsu no hito?) de Shirō Toyoda, une adaptation cinématographique du roman Les Années du crépuscule de l'écrivaine Sawako Ariyoshi[1],[2]
- 1974 : Godzilla contre Mecanik Monster (ゴジラ対メカゴジラ, Gojira tai Mekagojira?) de Jun Fukuda
- 1974 : Quartier violent (暴力街, Bōryoku gai?) de Hideo Gosha
- 1974 : Strange Psychokinetic Strategy (ルパン三世 念力珍作戦, Rupan Sansei: Nenriki Chin sakusen?) de Takashi Tsuboshima
- 1976 : Shunkinshō (春琴抄?) de Katsumi Nishikawa
- 1977 : Les Mouchoirs jaunes du bonheur (幸福の黄色いハンカチ, Shiawase no kiiroi hankachi?) de Yōji Yamada
- 1978 : Burū Kurisumasu (ブルークリスマス, Burū kurisumasu?) de Kihachi Okamoto
- 1979 : Sanada Yukimura no bōryaku (真田幸村の謀略?) de Sadao Nakajima
- 1992 : Femme dans un enfer d'huile (女殺油地獄, Onna goroshi abura no jigoku?)  de Hideo Gosha
- 1993 : Waga ai no uta: Taki Rentarō monogatari (わが愛の譜 滝廉太郎物語?) de Shin'ichirō Sawai
- 1999 : Après la pluie (雨あがる, Ame Agaru?) de Takashi Koizumi